# TNA Genesis
Genesis é um evento de wrestling profissional em formato de pay-per-view realizado pela Total Nonstop Action Wrestling. O nome foi utilizado pela primeira vez em 9 de maio de 2003 em programa de duas horas na DirecTV onde a emissora contava os primeiros momentos de existência da TNA. A primeira edição como pay-per-view ocorreu em 2005 e teve sua última edição em 2013. Um ano mais tarde, o Genesis voltou como uma edição especial do Impact Wrestling.

## Edições
| #                           | Evento                    | Data                       | Cidade                       | Arena                 | Evento principal | Ref.          |
| --------------------------- | ------------------------- | -------------------------- | ---------------------------- | --------------------- | --- | ------------- |
| 1                           | Genesis (2005)            | 13 de novembro de 2005     | Orlando, Florida             | Impact! Zone          | Rhino e Team 3D (Brother Ray e Brother Devon) vs. Jeff Jarrett e America's Most Wanted (Chris Harris e James Storm)                                              | [ 4 ]         |
| 2                           | Genesis (2006)            | 19 de novembro de 2006     | Orlando, Flórida             | Impact! Zone          | Kurt Angle vs. Samoa Joe | [ 5 ]         |
| 3                           | Genesis (2007)            | 11 de novembro de 2007     | Orlando, Flórida             | Impact! Zone          | Kurt Angle (c) e Kevin Nash vs. Sting e Booker T pelo TNA World Heavyweight Championship                                                                         | [ 6 ]         |
| 4                           | Genesis (2009)            | 11 de janeiro de 2009      | Charlotte, Carolina do Norte | Cricket Arena         | Mick Foley e The TNA Front Line (A.J. Styles e Brother Devon) vs. The Main Event Mafia (Booker T, Scott Steiner) e Cute Kip                                      | [ 7 ]         |
| 5                           | Genesis (2010)            | 17 de janeiro de 2010      | Orlando, Flórida             | Impact! Zone          | A.J. Styles (c) vs. Kurt Angle em um Last Chance match pelo TNA World Heavyweight Championship.                                                                  | [ 8 ]         |
| 6                           | Genesis (2011)            | 9 de janeiro de 2011       | Orlando, Flórida             | Impact! Zone          | Jeff Hardy (c) vs. Mr. Anderson pelo TNA World Heavyweight Championship.                                                                                         | [ 9 ]         |
| 7                           | Genesis (2012)            | 8 de janeiro de 2012       | Orlando, Flórida             | Impact Wrestling Zone | Bobby Roode (c) vs. Jeff Hardy pelo TNA World Heavyweight Championship.                                                                                          | [ 10 ]        |
| 8                           | Genesis (2013)            | 13 de janeiro de 2013      | Orlando, Flórida             | Impact Wrestling Zone | Jeff Hardy (c) vs. Bobby Roode vs. Austin Aries em uma Luta Triple Threat de eliminação pelo TNA World Heavyweight Championship.                                 | [ 11 ]        |
| 9                           | Impact Wrestling: Genesis | 16 e 23 de janeiro de 2014 | Huntsville, Alabama          | Von Braun Center      | Parte 1 - Ethan Carter III vs. Sting com Rockstar Spud e Magnus como árbitros especiais. Parte 2 - Magnus (c) vs. Sting pelo TNA World Heavyweight Championship. | [ 12 ] [ 13 ] |
| 10                          | Genesis (2017)            | 27 de janeiro de 2017      | Orlando, Flórida             | Impact Zone           | Eddie Edwards (c) vs. Lashley em uma luta Iron Man de 30 minutos pelo Campeonato Mundial dos Pesos Pesados da TNA                                                |               |
| 11                          | Genesis (2018)            | 25 de janeiro de 2018      | Ottawa, Ontário, Canadá      | Aberdeen Pavilion     | Eli Drake (c) vs. Alberto El Patron vs. Johnny Impact em uma luta Six Sides of Steel pelo Campeonato Global do Impact                                            |               |
| 12                          | Genesis (2021)            | 9 de janeiro de 2021       | Nashville, Tennessee         | Skyway Studios        | Moose vs. Willie Mack em uma luta "I Quit" | [ 14 ]        |
| 13                          | Genesis (2025)            | 19 de janeiro de 2025      | Garland, Texas               | Curtis Culwell Center | Nic Nemeth (c) vs. Joe Hendry pelo Campeonato Mundial da TNA | [ 15 ]        |
| (c) - Campeão antes da luta |                           |                            |                              |                       | |               |

## 2005
Genesis (2005) foi um evento pay-per-view realizado pela Total Nonstop Action Wrestling, ocorreu no dia 13 de novembro de 2005 no Impact! Zone em Orlando, Florida. Esta foi a primeira edição da cronologia do Genesis.
O evento foi dedicado a memória de Eddie Guerrero que havia falecido no dia anterior. Foi a estréia de Christian Cage na TNA.
| #                           | Resultados | Estipulação                                                                          | Tempo |
| --------------------------- | --- | ------------------------------------------------------------------------------------ | ----- |
| Datk                        | Shark Boy derrotou Nigel McGuinness | Singles match                                                                        | 05:30 |
| Dark                        | The Diamonds in the Rough (Simon Diamond, David Young e Elix Skipper) derrotaram The Naturals (Andy Douglas e Chase Stevens) e Lance Hoyt | Six-Man Tag team match                                                               | 05:48 |
| 1                           | Raven derrotou P.J. Polaco | Singles match                                                                        | 05:59 |
| 2                           | 3Live Kru (B.G. James, Ron Killings e Konnan) derrotaram Team Canada (Eric Young, Bobby Roode e A-1) (com Kip James com árbitro especial) | Hockey Stick Fight match                                                             | 10:21 |
| 3                           | Monty Brown derrotou Jeff Hardy | Singles match para definir o desafiante nº 1 pelo NWA World Heavyweight Championship | 08:51 |
| 4                           | Christopher Daniels, Samoa Joe, Alex Shelley e Roderick Strong derrotaram Chris Sabin, Matt Bentley, Sonjay Dutt e Austin Aries (com Traci) - Aries eliminou Strong (12:02) - Daniels eliminou Aries (12:14) - Shelley eliminou Dutt (15:08) - Bentley eliminou Shelley (15:49) - Joe forçou a desistência de Bentley por submissão. - Daniels derrotou Sabin (23:15) | Elimination X match                                                                  | 23:15 |
| 5                           | Abyss (com James Mitchell) derrotou Sabu | No Disqualification match                                                            | 10:46 |
| 6                           | A.J. Styles (c) derrotou Petey Williams (com A-1). | Singles match pelo TNA X Division Championship.                                      | 18:19 |
| 7                           | Rhino e Team 3D (Brother Ray e Brother Devon) derrotaram Jeff Jarrett e America's Most Wanted (Chris Harris e James Storm) (com Gail Kim) | Six-Man Tag team match                                                               | 15:44 |
| (c) - Campeão antes da luta | |                                                                                      |       |

## 2006
Genesis (2006) foi um evento pay-per-view realizado pela Total Nonstop Action Wrestling, ocorreu no dia 19 de novembro de 2006 no Impact! Zone em Orlando, Florida. Sua frase foi: The Revolution will be Televised. Esta foi a segunda edição da cronologia do Genesis.
| #                              | Resultados | Estipulação                                           | Tempo |
| ------------------------------ | --- | ----------------------------------------------------- | ----- |
| Dark                           | Bobby Roode (com Ms. Brooks) derrotou Eric Young                                                                                                  | Singles match                                         | N/A   |
| Dark                           | Eric Young derrotou Bobby Roode (com Ms. Brooks) A luta foi repetida quando juiz Rudy Charles anulou a viória de Roode no primeiro combate.       | Singles match                                         | N/A   |
| 1                              | The Voodoo Kin Mafia (B.G. James e Kip James) derrotaram Kazarian, Maverick Matt e Johnny Devine                                                  | 3 on 2 Handicap match                                 | 03:38 |
| 2                              | The Naturals (Andy Douglas e Chase Stevens) (com Shane Douglas) derrotaram Sonjay Dutt e Jay Lethal (com Jerry Lynn)                              | Tag team match                                        | 08:17 |
| 3                              | Christopher Daniels (c) derrotou Chris Sabin. | Singles match pelo TNA X Division Championship        | 13:22 |
| 4                              | Ron Killings e Lance Hoyt derrotaram The Paparazzi (Austin Starr e Alex Shelley) (com Kevin Nash)                                                 | Tag team match                                        | 11:03 |
| 5                              | Christian Cage derrotou A.J. Styles | Singles match                                         | 15:46 |
| 6                              | The Latin American Exchange (Homicide e Hernandez) (c) (com Konnan) derrotaram America's Most Wanted (Chris Harris e James Storm) (com Gail Kim). | Tag team match pelo NWA World Tag Team Championship   | 09:23 |
| 7                              | Abyss (com James Mitchell) derrotou Sting (c) por desqualificação. Com o resultado Abyss ganhou o título.                                         | Singles match pelo NWA World Heavyweight Championship | 15:20 |
| 8                              | Kurt Angle derrotou Samoa Joe | Singles match                                         | 13:31 |
| (c) - Campeão(s) antes da luta | |                                                       |       |

## 2007
Genesis (2007) foi um evento pay-per-view realizado pela Total Nonstop Action Wrestling, ocorreu no dia 11 de novembro de 2007 no Impact! Zone em Orlando, Florida. A frase do evento foi: "A New Breed of Company... A New Breed of Wrestler... A New Breed in Wrestling". Esta foi a terceira edição da cronologia do Genesis.
| #                              | Resultados                                                                                                | Estipulação                                                    | Tempo |
| ------------------------------ | --- | -------------------------------------------------------------- | ----- |
| 1                              | Abyss derrotou Black Reign                                                                                | Shop of Horrors match                                          | 10:13 |
| 2                              | The Motor City Machine Guns (Alex Shelley e Chris Sabin) derrotaram Team 3D (Brother Ray e Brother Devon) | Tag team match                                                 | 17:37 |
| 3                              | Gail Kim (c) derrotou Roxxi Laveaux, O.D.B. e Angel Williams.                                             | Four-Way match pelo TNA Women's World Championship             | 09:01 |
| 4                              | Jay Lethal (c) derrotou Sonjay Dutt.                                                                      | Singles match pelo TNA X Division Championship                 | 12:01 |
| 5                              | Christian's Coalition (A.J. Styles e Tomko) (c) derrotaram The Steiner Brothers (Rick e Scott)            | Tag team match pelo TNA World Tag Team Championship            | 10:43 |
| 6                              | Samoa Joe derrotou Bobby Roode (com Ms. Brooks)                                                           | Singles match                                                  | 15:43 |
| 7                              | Kaz derrotou Christian Cage                                                                               | Ladder match pela final do 2007 Fight for the Right Tournament | 15:13 |
| 8                              | Kurt Angle (c) e Kevin Nash derrotaram Sting e Booker T.                                                  | Tag team match pelo TNA World Heavyweight Championship         | 13:41 |
| (c) - Campeão(s) antes da luta | |                                                                |       |